# Eternal (альбом Stratovarius)
Eternal — пятнадцатый студийный альбом финской пауэр-метал-группы Stratovarius. Европейский релиз состоялся 11 сентября 2015 года на лейбле earMUSIC. 18 сентября альбом вышел в Соединённых Штатах. Изначально выход диска был запланирован на 14 августа, однако позднее группа объявила о сдвиге релиза на сентябрь. На диске представлено десять композиций. Eternal доступен как для скачивания, так и на физических носителях: CD, CD+DVD и двойной винил.
Выступления группы в поддержку пластинки начались с европейских фестивалей, после чего музыканты провели гастрольный тур по Финляндии и начали мировое турне. Eternal попал в чарты нескольких стран, показав лучший результат в Финляндии, где он дебютировал на пятом месте.

## История
Начиная с 2009 года Stratovarius выпускали студийные альбомы каждые два года: в мае 2009 вышел альбом Polaris, в январе 2011 — Elysium и в феврале 2013 года — Nemesis. Подготовка очередного диска заняла у музыкантов на несколько месяцев больше времени, поскольку они сделали перерыв после мирового Nemesis-тура, чтобы отдохнуть и восстановить силы. Согласно сообщению на сайте лейбла группы, запись нового альбома была почти завершена к концу апреля 2015 года. Издатель объявил, что альбом получил название Eternal, а в качестве даты релиза указал 14 августа 2015 года. Тогда же был анонсирован мировой тур в поддержку альбома. Активное участие в написании песен принял финский гитарист Яни Лииматайнен, ранее уже участвовавший в записи альбомов Elysium и Nemesis.
В июне коллектив опубликовал обновление на своём официальном сайте, согласно которому европейский релиз Eternal был сдвинут на 11 сентября, а американский — назначен на 18 сентября 2015 года. Также были представлены обложка, список композиций и перечень форматов, в которых будет доступен альбом.
Первым синглом с диска стала песня «Shine in the Dark», впервые прозвучавшая в эфире финской радиостанции Radio Rock 24 июня 2015 года. 30 июля на YouTube-канале earMUSIC было опубликовано официальное видео с текстом песни. Во время выступления Stratovarius на фестивале Wacken Open Air 31 июля были проведены профессиональные съёмки исполнения «Shine in the Dark», которые легли в основу полноценного клипа. Он был выложен на официальном YouTube-канале фестиваля 29 сентября.
11 сентября, в день выхода альбома в Европе, на YouTube-канале earMUSIC был выложен клип на песню «My Eternal Dream». Съёмки клипа проходили в Финляндии и Аргентине.

## Тур
Stratovarius начали выступления в поддержку альбома Eternal 26 июня 2015 года с фестиваля Top Fest в словацком городе Пьештяни. За ним последовало ещё три фестиваля в родной для группы Финляндии, в том числе Tuska Open Air, прошедший 28 июня. 31 июля музыканты сыграли на крупнейшем в мире метал-фестивале Wacken Open Air. 1 августа Stratovarius дали концерт в Чехии, а 27 и 28 августа посетили Германию и Данию в рамках круиза Full Metal Cruise 2015.
Гастрольный тур группы по Финляндии прошёл с 16 по 26 сентября 2015 года, он состоял из восьми концертов. 3 октября музыканты приняли участие в метал-фестивале в норвежском Тронхейме.
Мировой Eternal-тур начался 5 октября 2015 года с концерта в Таллине, Эстония. Европейская часть тура завершилась 15 ноября в чешском городе Злин. Всего за этот период Stratovarius дали 32 концерта в Эстонии, Латвии, Литве, Польше, Германии, Австрии, Венгрии, Словакии, Италии, Испании, Швейцарии, Франции, Великобритании, Бельгии, Нидерландах и Чехии. В качестве специальных гостей в туре приняли участие группы Gloryhammer и Divine Ascension.
В декабре 2015 года группа выступила в Финляндии и планировала сыграть в Бразилии и Аргентине. Концерты в этих странах были перенесены на февраль 2016 года. Кроме того, в 2016 году анонсировано по три концерта в Японии и Финляндии и по одному концерту в США, Мексике, Германии, Чехии, Испании и Словении.

## Список композиций
Все тексты написаны Тимо Котипелто и Яни Лийматайненом, кроме 7.
| №                   | Название                              | Музыка                           | Длительность |
| ------------------- | ------------------------------------- | -------------------------------- | ------------ |
| 1.                  | «My Eternal Dream»                    | Матиас Купиайнен                 | 6:03         |
| 2.                  | «Shine in the Dark»                   | Тимо Котипелто и Яни Лийматайнен | 5:05         |
| 3.                  | «Rise Above It»                       | Купиайнен                        | 4:26         |
| 4.                  | «Lost Without a Trace»                | Лаури Порра                      | 5:27         |
| 5.                  | «Feeding the Fire»                    | Купиайнен                        | 4:12         |
| 6.                  | «In My Line of Work»                  | Котипелто и Лийматайнен          | 4:18         |
| 7.                  | «Man in the Mirror» (Текст: Юханссон) | Юханссон                         | 4:43         |
| 8.                  | «Few Are Those»                       | Котипелто и Лийматайнен          | 4:11         |
| 9.                  | «Fire in Your Eyes»                   | Юханссон                         | 4:14         |
| 10.                 | «Lost Saga»                           | Купиайнен                        | 11:38        |
| Общая длительность: | Общая длительность:                   | Общая длительность:              | 54:17        |

| №  | Название                           | Музыка   | Длительность |
| -- | ---------------------------------- | -------- | ------------ |
| 6. | «Endless Forest» (Текст: Юханссон) | Юханссон | 5:28         |
| 7. | «Giants» (Текст: Юханссон)         | Юханссон | 2:15         |

| №                   | Название                     | Длительность |
| ------------------- | ---------------------------- | ------------ |
| 1.                  | «Intro»                      | 2:32         |
| 2.                  | «Under Flaming Skies»        | 3:50         |
| 3.                  | «Speed of Light»             | 4:15         |
| 4.                  | «Halcyon Day»                | 5:22         |
| 5.                  | «Dragons»                    | 4:18         |
| 6.                  | «Fantasy»                    | 4:34         |
| 7.                  | «A Million Light Years Away» | 5:48         |
| 8.                  | «Eagleheart»                 | 5:04         |
| 9.                  | «Destiny»                    | 10:29        |
| 10.                 | «Keyboard Solo»              | 1:09         |
| 11.                 | «Black Diamond»              | 6:36         |
| 12.                 | «Forever»                    | 3:44         |
| 13.                 | «Unbreakable»                | 5:05         |
| 14.                 | «Hunting High and Low»       | 8:51         |
| Общая длительность: | Общая длительность:          | 1:11:37      |

## Позиции в чартах
| Страна             | Высшая позиция | И.     |
| ------------------ | -------------- | ------ |
| Австрия            | 69             | [ 18 ] |
| Бельгия (Валлония) | 45             | [ 18 ] |
| Бельгия (Фландрия) | 78             | [ 18 ] |
| Германия           | 27             | [ 18 ] |
| Финляндия          | 5              | [ 18 ] |
| Франция            | 61             | [ 18 ] |
| Швейцария          | 22             | [ 18 ] |
| Япония             | 23             | [ 19 ] |

## Участники записи
Stratovarius
- Тимо Котипелто (фин. Timo Kotipelto) — вокал
- Матиас Купиайнен[англ.] (фин. Matias Kupiainen) — гитара
- Йенс Юханссон (швед. Jens Johansson) — клавишные
- Рольф Пилве (фин. Rolf Pilve) — ударные
- Лаури Порра(фин. Lauri Porra) — бас-гитара

## Издания
Альбом доступен для скачивания и на физических носителях:
- Обычный CD;
- Ограниченное делюкс-издание (CD+DVD), содержащее видео с выступления Stratovarius на фестивале Loudpark в Японии, в 2015 году;
- Двойной винил.